# 郑松岩
郑松岩（1951年8月—），男，汉族，福建福州人，中华人民共和国政治人物。曾任福建省人民政府省长助理。

## 生平
郑氏早年毕业于福州大学。2003年，任福建省经贸委员会主任。2004年起，兼任福建省政府国有资产监督管理委员会主任、党委副书记。2005年，任中共福州市委副书记、福州市人民政府代市长，2006年转正。
2009年，任福建省人民政府省长助理。